# Leopard Racing
Leopard Racing è una squadra motociclistica italo-lussemburghese che partecipa alle competizioni del motomondiale, nella classe Moto3.

## Storia

### Fondazione e primi successi
Leopard Racing viene fondata da Flavio Becca al termine del 2014 con l'intenzione di partecipare al campionato mondiale Moto3 l'anno successivo. Grazie allo sponsor Leopard Natural Power Drink, debutta per la prima gara del 2015 in Qatar, stagione che si conclude con la vittoria finale del campionato Moto3.

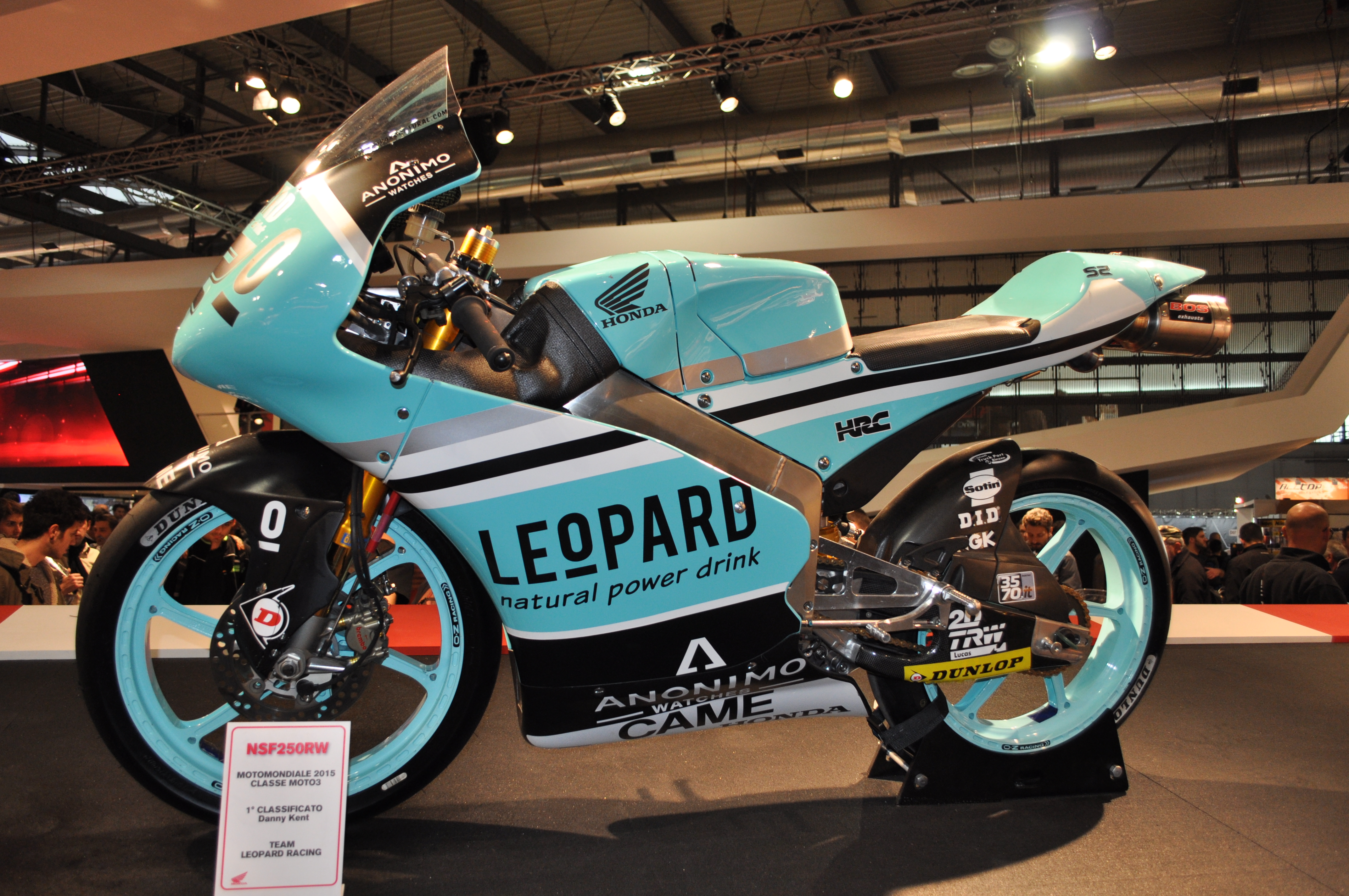
La NSF250R con cui Danny Kent è campione nel 2015.

Leopard Racing schiera tre piloti: Danny Kent, Efrén Vázquez e Hiroki Ono. Durante il corso della stagione il team ha conquistato 14 podi: 9 volte per Danny Kent e 5 volte per Efrén Vázquez. Nel GP d'Australia l'infortunato Hiroki Ono viene sostituito da Joan Mir. Danny Kent si laurea campione del mondo durante l'ultima gara di Valencia.

### 2016: Moto2 e la parentesi con KTM in Moto3

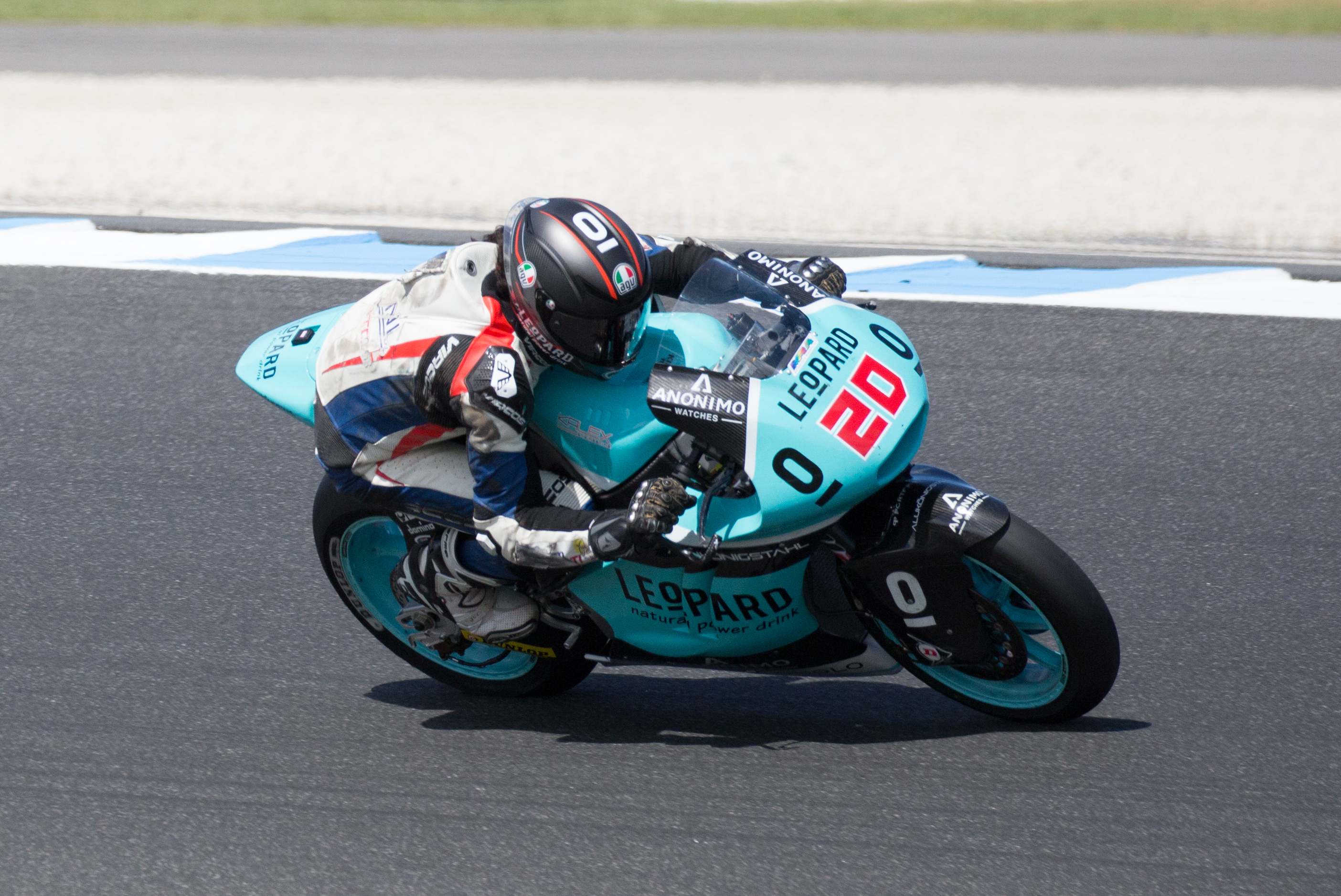
Alessandro Nocco in sella alla Kalex Moto2 di Leopard al Gran Premio d'Australia nel 2016.

Durante la stagione 2016, Leopard Racing debutta anche nella classe Moto2 del motomondiale con i piloti Danny Kent e Miguel Oliveira su motociclette Kalex. A causa di un infortunio alla clavicola riportato durante le qualifiche del GP d'Aragona, Miguel Oliveira è costretto a saltare 4 gare. Il pilota italiano Alessandro Nocco prende il posto di Miguel Oliveira durante i Gran Premi d'Australia e della Malesia. Miguel Oliveira conclude la stagione ad un solo punto dalla conquista di miglior esordiente dell'anno.
In Moto3 passa dalle Honda NSF250R alle KTM RC 250 GP, i piloti del team sono Joan Mir, l'italiano Andrea Locatelli e il francese Fabio Quartararo. I piloti riescono a conquistare 5 podi in totale con una vittoria ottenuta da Joan Mir nel GP d'Austria. A fine stagione Joan Mir conquista il premio di esordiente dell'anno con il quinto posto generale, Andrea Locatelli conclude la stagione con la nona posizione, mentre Fabio Quartararo conquista il tredicesimo posto in classifica generale.

### Ritorno ad Honda e nuovi successi
Nella stagione 2017 il Leopard Racing torna a gareggiare esclusivamente nella categoria Moto3 con motociclette Honda, schierandosi al via del campionato con Joan Mir e il pilota belga Livio Loi, con lo spagnolo che si laurea campione del mondo durante il GP d'Australia. Nel 2018 le due Honda NSF250R sono affidate agli italiani Enea Bastianini e Lorenzo Dalla Porta che vincono un Gran Premio ciascuno consentendo al Team di piazzarsi terzo in classifica squadre. Nel 2019 al confermato Dalla Porta, viene affiancato lo spagnolo Marcos Ramírez dopo due stagioni con KTM. Dalla Porta si laurea campione della Moto3 e il Leopard vince la classifica per Team con cinque vittorie nei singoli Gran Premi.
Nel 2020 le due Honda NSF250R sono affidate all'italiano Dennis Foggia e allo spagnolo Jaume Masiá che chiudono la stagione rispettivamente al decimo e sesto posto in classifica. La somma dei loro punti permette a Leopard di primeggiare nella classifica a squadre.
Nel 2021 viene confermato Dennis Foggia, e al suo fianco viene ingaggiato il rookie Xavier Artigas. Nonostante un avvio non perfetto, il pilota romano riesce a lottare per il titolo mondiale contro il pilota KTM Pedro Acosta. Ma la lotta è terminata anzitempo durante il Gran Premio dell'Algarve, dove Foggia é caduto a causa di un contatto causato dal pilota Honda Darryn Binder, che ha coinvolto anche lo spagnolo García. A seguito della caduta di Foggia e della vittoria di Acosta, il pilota romano perde le chance di poter lottare ancora per il titolo. La stagione si conclude con la prima vittoria in carriera per Artigas a Valencia, Foggia vice-campione ed il terzo posto nella classifica a squadre.
Nel 2022 al confermato Dennis Foggia viene affiancato Tatsuki Suzuki. Foggia vince alla seconda gara stagionale: il Gran Premio dell'Indonesia, con ampio margine, portandosi così in testa al campionato. In occasione del Gran Premio di Francia ottiene la sua prima pole position nel Motomondiale. Vince altre tre gare e chiude al terzo posto in classifica. Suzuki ottiene tre piazzamenti a podio in stagione classificandosi al settimo posto. La classifica a squadre vede Leopard al secondo posto. Nel 2023 il confermato Suzuki vince alla seconda gara stagionale ma in seguito rescinde col team che ingaggerà al suo posto Adrián Fernández, l'altra sella, lasciata libera da Foggia, va a Jaume Masiá che vince il titolo. A seguito della vittoria del titolo, Masiá approda in Moto2 nel 2024 lasciando una sella libera, che viene presa da Ángel Piqueras, fresco vincitore della Juniorgp. Proprio Piqueras, con l'affermazione ottenuta al Gran Premio di Misano, porta a casa l'unica vittoria stagionale per la squadra, nonché l'unica annuale per Honda in tutte le classi del motomondiale. L'altro pilota: il confermato Fernández, col sesto posto finale in campionato risulta il miglior piazzato tra i piloti della casa giapponese.